# Emile Zola's liv
Emile Zola's liv er en autentisk amerikansk dramafilm fra 1937 instrueret af William Diertle. Filmen vandt 3 oscars heriblandt for bedste film.

## Plot
Zolas liv følges fra han er fattig kunstner, indtil han er triumferende i Dreyfus-affæren, som er udarbejdet i alle dets faser. Når Dreyfus bliver genindsat i hæren, dør Zola af kulilteforgiftning i deres hjem. Handlingen spænder fra 1862 til 1902.

## Rollebesætning
| Paul Muni          | Emile Zola         |
| Gale Sondergaard   | Lucie Dreyfus      |
| Joseph Schildkraut | Alfred Dreyfus     |
| Gloria Holden      | Alexandrine Zola   |
| Donald Crisp       | Maitre Labori      |
| Erin O'Brien-Moore | Nana               |
| John Litel         | Charpentier        |
| Henry O'Neill      | Picquart           |
| Morris Carnovsky   | Anatole France     |
| Louis Calhern      | Dort               |
| Ralph Morgan       | Herren over Paris  |
| Robert Barrat      | Walsin-Esterhazy   |
| Vladimir Sokoloff  | Paul Cezanne       |
| Grant Mitchell     | Georges Clemenceau |
| Harry Davenport    | Personalechef      |
| Robert Warwick     | Henry              |
| Walter Kingsford   | Sandherr           |
| Montagu Love       | M. Cavaignac       |

## Eksterne henvisning
- Emile Zola's liv på Internet Movie Database (engelsk)
- Emile Zola's liv på Filmdatabasen
- Emile Zola's liv i Svensk Filmdatabas (svensk)
- Emile Zola's liv på AlloCiné (fransk)
- Emile Zola's liv på MovieMeter (nederlandsk)
- Emile Zola's liv på AllMovie (engelsk)
- Emile Zola's liv hos American Film Institute (engelsk)
- Emile Zola's livs profil hos Encyclopædia Britannica Online (engelsk)
- Emile Zola's liv på Turner Classic Movies (engelsk)
- Emile Zola's liv på The Movie Database (engelsk)

- Wikimedia Commons har flere filer relateret til Emile Zola's liv